# Síndrome de insensibilidad parcial a los andrógenos
El síndrome de insensibilidad a los andrógenos parcial (en inglés P.A.I.S.) es una condición que resulta en la incapacidad parcial de la célula para responder a andrógenos.  
Es una condición recesiva ligada al cromosoma X. La falta de respuesta de la célula ante la presencia de hormonas androgénicas perjudica la masculinización de los genitales masculinos en el feto, así como el desarrollo de características sexuales secundarias masculinas durante la pubertad; sin embargo, no perjudica significativamente el desarrollo genital o sexual femenino.  Como tal, la insensibilidad a los andrógenos solo es clínicamente significativa cuando ocurre en  individuos con un cromosoma Y, o más específicamente, con un gen SRY.

Las características clínicas incluyen genitales ambiguos en el nacimiento y primario amenorrea primaria con clitonomegalia y masas inguinales. El individuo no presenta estructuras mullerianas.
El SIAP es uno de tres tipos, del síndrome de insensibilidad a los andrógenos, el cual está dividido en tres categorías diferenciadas por el  grado de masculinización genital:
- el síndrome de insensibilidad a los andrógenos completo (SIAC) ocurre cuando los genitales externos son típicamente femeninos,
- el síndrome de insensibilidad a los andrógenos leve (SIAL) sucede cuando los genitales externos son típicamente masculinos, y
- el síndrome de insensibilidad a los andrógenos parcial (SIAP) ocurre cuando los genitales externos están parcialmente masculinizados, pero no totalmente.[1][2][5][6][7][8][9][10][11]

El SIA es la causa más común de la baja masculinización del cariotipo 46,XY.
Hay opiniones encontradas sobre la necesidad de un tratamiento. Éste puede incluir operaciones quirúrgicas irreversibles tales como la gonadectomía o vaginoplastía, como así también terapias de reemplazo hormonal. A menudo se realizan, sin consenso alguno, cirugías correctivas sobre niños para alinear su apariencia con una idea binaria del sexo. Sin embargo, estas intervenciones son cada vez más criticadas por la comunidad médica, dado que frecuentemente carecen de una necesidad médica.

## Señales y síntomas
El endocrinólogo pediátrico Charmain A. Quigley et al. propuso en 1995 un sistema suplemental de gradación fenotípica que usa siete clases en lugar de las tres tradicionalmente utilizadas. Los primeros seis niveles de la escala, del 1 al 6, se diferencian por el grado de masculinización genital; el grado 1 indica que los genitales externos están completamente masculinizados, el grado 6 indica genitales enteramente feminizados, del grado 2 al 6 se cuantifican cuatro grados de genitales cada vez más feminizados que yacen en el espectro intermedio. El grado 7 es indistinguible del grado 6 hasta la pubertad, se diferencia a partir de allí por la presencia del vello terminal secundario; cuando hay vello terminal secundario se indica un grado 6, cuando aquel está ausente se indica un grado 7.